# Магия Калиостро
«Ма́гия Калио́стро» — четвёртый студийный альбом российской рок-группы «КняZz». Радиопрезентация альбома состоялась 19 сентября 2014 года на волнах «Нашего радио». Продажи CD стартовали 25 сентября и сопровождались автограф-сессией участников группы в Санкт-Петербурге. В этот же день альбом был выложен на сервисе Яндекс.Музыка. Альбому предшествовал выпуск двух синглов: песни «Боль», записанной совместно с Алексеем Горшенёвым и песни «Русский Дух», написанной в нетипичном для Андрея Князева «патриотическом» стиле.

## Список композиций
Слова и музыка всех песен — Андрей Князев, кроме последней.
| №   | Название                               | Музыка          | Длительность |
| --- | -------------------------------------- | --------------- | ------------ |
| 1.  | «Сэр Уильям (пролог)»                  |                 | 1:26         |
| 2.  | «Чернокнижник»                         |                 | 3:03         |
| 3.  | «Дом манекенов»                        |                 | 3:09         |
| 4.  | «Граф Калиостро»                       |                 | 3:51         |
| 5.  | «Мушкетёры»                            |                 | 2:53         |
| 6.  | «Вирус»                                |                 | 3:51         |
| 7.  | «Бедный Йорик»                         |                 | 3:38         |
| 8.  | «Бастард»                              |                 | 4:49         |
| 9.  | «Видел Вия — вот те крест!»            |                 | 4:12         |
| 10. | «Тёмные»                               |                 | 3:53         |
| 11. | «Зазеркалье»                           |                 | 3:54         |
| 12. | «Пир в замке врага»                    |                 | 4:04         |
| 13. | «Русский дух»                          |                 | 4:05         |
| 14. | «Боль» (при участии Алексея Горшенёва) | Михаил Горшенёв | 4:45         |

На песню «Дом манекенов» был снят клип.

## Участники записи
Группа «КняZz»: 
- Андрей Князев — вокал, музыка, тексты.
- Дмитрий Ришко — скрипка, гитара, клавишные, бэк-вокал.
- Владимир Стрелов — гитара, бэк-вокал.
- Димитрий Наскидашвили — бас-гитара, бэк-вокал.
- Павел Лохнин — ударные.

Приглашённые музыканты:
- Алексей Горшенёв — вокал (14)
- Лена Тэ — виолончель (8, 12)
- Дмитрий Атаулин — бэк-вокал, звукорежиссёр

Аранжировки — группа «КняZz»
Художник-оформитель — Андрей Князев
Дизайн — Дмитрий Нил (Artcore Studio)
Фото — Алексей Зайков
Саунд-продюсер — Дмитрий Атаулин
Запись и сведение — студия «Восход», Санкт-Петербург, 2014 год.